# 勧修寺経慶
勧修寺経慶（かじゅうじ つねよし、正保元年（1644年）12月18日 - 宝永6年（1709年）1月10日） は、室町時代前期の公卿。別名は勧修寺経敬（つねよし）。

## 官歴
- 承応元年（1652年）：従五位上、勘解由次官
- 承応3年（1654年）：権右少弁
- 承応4年（1655年）：右少弁
- 明暦2年（1656年）：正五位上、蔵人
- 明暦3年（1657年）：左少弁
- 万治元年（1658年）：右中弁
- 万治3年（1660年）：左中弁
- 寛文2年（1662年）：従四位下、蔵人頭
- 寛文3年（1663年）：正四位上、右大弁、参議
- 寛文4年（1664年）：従三位、踏歌節会外弁
- 寛文9年（1669年）：左大弁
- 寛文10年（1670年）：権中納言
- 寛文12年（1672年）：正三位
- 延宝5年（1677年）：従二位、権大納言
- 元禄7年（1694年）：正二位
- 宝永5年（1708年）：従一位

## 系譜
- 父：勧修寺経広
- 弟：穂波経尚
- 子：勧修寺尹隆
- 子：裏辻公規